# 宮崎市立生目南中学校
宮崎市立生目南中学校（みやざきしりつ いきめみなみちゅうがっこう）は、宮崎県宮崎市生目にある公立中学校。学校の木はソメイヨシノ。

## 校章
校章は、IとMの組み合わせにて中学校の「中」を示している。
バックには、銀杏の葉が3枚あしらわれており、一番上にあるのが3年生、左側が2年生、右側が1年生のことを示している。また、それらの銀杏の葉は知・徳・体も表している。

## 生目南中学校設置の理由
分離した当時の生徒数が1430名の宮崎市立生目中学校の過大規模の解消のため、分離校として1987年4月に開校した。はじめは、生徒数881名、21学級で開校した。

## 創立20周年記念事業
2006年10月29日に開校20周年記念公演が行われ、第一回入学生の講演や、校歌の詩を作った卒業生の話などがあった。同日には学校の歴史、校長挨拶、職員の言葉、生徒の20年後の夢などが記述された創立20周年記念誌が発行された。また、同年10月22日には「南中祭り」と称してバザーを開催した。

## 校区
- 大塚台西1~3丁目
- 大塚台東1丁目の一部,2丁目
- 大字生目
- 大字長嶺
- 大字細江
- 大字浮田の一部